# 162
162 рік — невисокосний рік, що почався в п'ятницю за григоріанським календарем. 
Римська імперія •  Парфянське царство •  Кушанське царство •  Східна Хань •  Сармати

## Геополітична ситуація
У Римській імперії правлять  співімператори Луцій Вер (до 169) та Марк Аврелій (до 180). Імперія  займає Апеннінський, Піренейський та Балканський півострови, Галлію, частину Британії, Близький Схід, Північну Африку включно з Єгиптом. 
Наймогутніша держава центральної Азії — Парфянське царство. Наймогутніша держава Індостану — Кушанське царство. Династія Хань править у Китаї.  Корейський півострів ділять між собою Три корейські держави. 
Триває докласичний період цивілізації мая.
На території майбутньої України, в степах Причорномор'я, кочують сармати, північніше — племена Черняхівської культури.

## Події
- Консулами у Римі були Квінт Юній Рустік та Луцій Тіцій Плавцій Аквілін.
- Римський співімператор Луцій Вер відправився через море в Сирію на війну проти Парфії.
- Побудовано 134-кілометровий Загуанський акведук для постачання Карфагена водою.
- Грецький історик Арріан написав працю «Індіка», присвячену Індії.

## Померли
- після 162 Гай Юлій Север — державний та військовий діяч Римської імперії.